# Crema (farmacologia)
La crema è una forma farmaceutica semisolida destinata ad un'applicazione topica caratterizzata da un'estensibilità elevata e da una scarsa consistenza. Da un punto di vista fisico-chimico, la crema può essere un'emulsione A/O (fase interna acquosa e fase esterna oleosa) o un'emulsione O/A (fase interna oleosa e fase esterna acquosa).

## Classificazione
Proprio in virtù del costituente prevalente le creme possono essere suddivise in creme idrofobe e creme idrofile.
- Creme idrofobe (creme oleose o creme acqua in olio): si comportano come sostanze oleose, grazie alla loro fase esterna lipofila. Queste creme agiscono come una barriera protettiva nei confronti della cute, specialmente in caso di cute secca. Sono formulate con emulsionanti come la lanolina, gli esteri del sorbitano e monogliceridi. Sono particolarmente utilizzate per i farmaci liposolubili.
- Creme idrofile (creme acquose o creme olio in acqua): si comportano come sostanze acquose per la presenza della fase esterna idrofila. Tra gli eccipienti, è fondamentale l'utilizzo di emulsionanti a fase esterna acquosa, come il laurilsolfato sodico, i solfati di alcoli grassi e i polisorbati. L'utilizzo di questa tipologia di creme facilita la penetrazione del farmaco all'interno della cute. Sono utilizzate in particolare per i farmaci idrosolubili ed in tutte le patologie infiammatorie croniche della pelle, specie quelle che possono determinare pelle secca e xerosi cutanea o ispessimento cutaneo e lichenificazione[1][2].

## Instabilità fisica
Le emulsioni, per la natura della loro formulazione, sono sistemi particolarmente instabili (posso "rompersi" e si assisterebbe alla separazione delle due fasi che la compongono). Pertanto risulta fondamentale monitorare tutti i parametri che possono contribuire alla sua instabilità come la temperatura, dimensione delle gocce della fase interna, l'uso di un tensioattivo adeguado. 
I fenomeni che possono verificarsi in un'emulsione sono:
- sedimentazione ed affioramento (creaming)
- aggregazione e coalescenza
- inversione di fase.

### Sedimentazione ed affioramento (creaming)
Nelle creme ed emulsioni si assiste al fenomeno del creaming quando la fase dispersa tende a concentrarsi sulla superficie o sul fondo della preparazione. A titolo di esempio un classico fenomeno di creaming si verifica talvolta nelle sacche di emulsioni lipidiche utilizzate par la nutrizione parenterale totale: si ha cioè la formazione di uno strato biancastro o giallastro sulla superficie della sacca. L'affioramento è dovuto all'azione della forza di gravità su particelle della fase dispersa aventi densità diversa rispetto a quelle della fase continua, ed è accelerato sia dall'aumento della temperatura, che da una eventuale centrifugazione. In caso di creaming è sufficiente un'accurata agitazione dell'emulsione per riportarla allo stato iniziale.

### Aggregazione e coalescenza
Il fenomeno della aggregazione (flocculazione) di una crema si verifica quando le particelle della fase dispersa, pur mantenendo la rispettiva identità, tendono ad avvicinarsi tra di loro, formando un unico grappolo (il flocculo), tenuto assieme da deboli forze attrattive. Nel caso della flocculazione è sufficiente agitare con forza per tornare ad allontanare le varie particelle della fase dispersa e ripristinare così il sistema.
Il fenomeno della coalescenza si verifica invece quando le particelle che formano l'emulsione si fondono fra loro a formare un'unica massa maggiore e non è
più possibile distinguere le particelle originarie. In altre parole il fenomeno della coalescenza porta alla completa rottura dell'emulsione ed alla separazione delle due fasi. Nel caso della coalescenza la semplice agitazione del prodotto non permette di ottenere nuovamente un'emulsione stabile.
L'aumento della temperatura può facilitare la coalescenza, perché l'aumento di collisioni fra le particelle ne facilita l'aggregazione. La crema perciò è un sistema termodinamicamente instabile, che cioè tende a separarsi nelle sue fasi distinte.
Per questo motivo nelle creme olio in acqua (idrofili), oltre ai tensioattivi, si associano sostanze idrocolloidi che aumentano la viscosità dell'emulsione e riducono la possibilità del fenomeno della coalescenza.

### Inversione di fase
Il fenomeno di inversione di fase si verifica quando una emulsione da olio in acqua si trasforma in emulsione acqua in olio, o viceversa. Ciò può avvenire in varie situazioni, ad esempio quando la concentrazione della fase interna va oltre un limite massimo, oppure quando si aggiunge all'emulsione un elettrolita che reagendo con l'emulsionante, cambia le caratteristiche dell'emulsione stessa. Ad esempio l'aggiunta di ioni Ca+ o Mg+ ad una emulsione olio in acqua contenente stearato di sodio (un sapone idrofilo) provoca inversione. In questo caso infatti si forma stearato di calcio o di magnesio (saponi lipofili) che favoriscono la formazione di una emulsione acqua in olio.

## Azione
Le creme vengono utilizzate per applicazioni locali sulla pelle e penetrano con relativa facilità nello strato corneo della cute grazie ad alcuni eccipienti che agiscono come promotori della penetrazione (fosfolipidi, acidi grassi, amminoacidi, urea). Sono spesso utilizzate come protettive od agenti capaci di rendere la cute più morbida ed elastica. Le creme con una determinata concentrazione di eccipienti idrofobi (vaselina, siliconi, cere, oli) hanno azione emolliente (ammorbidente) in quanto formano un film occlusivo sulla zona di applicazione che isola la cute dall'esterno, impedisce l'eccessiva evaporazione dell'acqua favorendo la sua idratazione e promuove la penetrazione del principio attivo. Le creme idrofobe sono quindi indicate nel caso di una pelle secca, xerotica, disidratata ma assolutamente vanno evitate nel caso di una pelle grassa perché aumenterebbero la produzione di sebo. In questo caso è da favorire la scelta di una crema idrofila.

## Preparazioni
L'industria farmaceutica spesso fa ricorso alle creme per veicolare attraverso la cute principi attivi con azione locale (antinfiammatori, antistaminici, anestetici). Sono particolarmente utilizzate dall'industria cosmetica.